# Slow Country (película)
Slow Country es una película nigeriana de drama y acción de 2016, dirigida y producida por Eric Aghimien. Está protagonizada por Ivie Okujaye, Sambasa Nzeribe, Tope Tedela, Majid Michel, Richards Brutus, Stephen Damien, Kolade Shasi y Gina Castel.
Ganó el premio Audience Choice Award en el Festival Internacional de Cine de África 2016 y le otorgó a Sambasa Nzeribe su segundo AMVCA consecutivo al "Mejor actor en un drama".

## Sinopsis
Una madre adolescente (Ivie Okujaye) ha estado atrapada en la prostitución y el tráfico de drogas durante siete años para asegurarle una buena vida a su hijo. Cuando decide renunciar, su jefe, un despiadado criminal (Sambasa Nzeribe) no está listo para dejar escapar su fuente de ingresos más confiable.

## Elenco
- Ivie Okujaye como Kome
- Sambasa Nzeribe como Tuvi
- Tope Tedela como Osas
- Majid Michel como el inspector Dave
- Gina Castel como Ola
- Brutus Richard como Brasko
- Folaremi Agunbiade como Femi
- Imoudu 'DJ Moe' Ayonete como el segundo hombre de Tuvi
- Inspector Ogbonna como Victor Erabie
- Adebayo Thomas como Peter
- Emmanuel Ilemobayo como cargador
- Kolade Shasi como Pedro
- Anthony Igwe como Eugene

## Premios y nominaciones
| Año  | Premios                   | Categoría                                   | Nominado        | Resultado | Ref.  |
| ---- | ------------------------- | ------------------------------------------- | --------------- | --------- | ----- |
| 2017 | Premios Best of Nollywood | Mejor actor en un papel principal: inglés   | Sambasa Nzeribe | Nominado  | [ 6 ] |
| 2017 | Premios Best of Nollywood | Mejor actriz en un papel principal - Inglés | Ivie Okujaiye   | Nominada  | [ 6 ] |
| 2017 | Premios Best of Nollywood | Mejor actor de reparto: inglés              | Tope Tedela     | Nominado  | [ 6 ] |
| 2017 | Premios Best of Nollywood | Mejor actor infantil                        | Adebayo Thomas  | Nominado  | [ 6 ] |
| 2017 | Premios Best of Nollywood | Película con el mejor efecto especial       | Slow Country    | Nominado  | [ 6 ] |
| 2017 | Premios Best of Nollywood | Película con el mejor guion                 | Slow Country    | Nominado  | [ 6 ] |
| 2017 | Premios Best of Nollywood | Película con la mejor edición               | Slow Country    | Nominado  | [ 6 ] |
| 2017 | Premios Best of Nollywood | Película con la mejor cinematografía        | Slow Country    | Nominado  | [ 6 ] |
| 2017 | Premios Best of Nollywood | Mejor uso del maquillaje en una película    | Slow Country    | Ganador   | [ 6 ] |
| 2017 | Premios Best of Nollywood | Película del año                            | Slow Country    | Nominado  | [ 6 ] |
| 2017 | Premios Best of Nollywood | Director del año                            | Slow Country    | Nominado  | [ 6 ] |